# Kamin, Rojneativ
Kamin (în ucraineană Камінь) este o comună în raionul Rojneativ, regiunea Ivano-Frankivsk, Ucraina, formată numai din satul de reședință.

## Demografie
Componența lingvistică a comunei Kamin
     Ucraineană (99,91%)
     Alte limbi (0,09%)
Conform recensământului din 2001, majoritatea populației comunei Kamin era vorbitoare de ucraineană (99,91%), existând în minoritate și vorbitori de alte limbi.